# Быкова, Анастасия Германовна
Анастасия Германовна Быкова (7 апреля 1995) — российская футболистка, полузащитница.

## Биография
С 16-летнего возраста выступала в первом дивизионе России за красноярский «Енисей». Победительница (2014), неоднократный серебряный (2012, 2013, 2015, 2016) и бронзовый (2011) призёр первого дивизиона. В 2017 году со своим клубом вышла в высший дивизион, где сыграла дебютный матч 18 апреля 2017 года против «Россиянки», и на 35-й минуте стала автором гола, этот гол стал для красноярского клуба первым после 20-летнего перерыва в высшей лиге. Всего в 2017 году провела 12 матчей и забила один гол в высшей лиге. По окончании сезона прекратила выступления на профессиональном уровне. В 2023 году вновь играла за «Енисей», проведя 7 матчей, после чего снова покинула клуб.
Училась в Институте физкультуры, спорта и туризма при Сибирском федеральном университете (Красноярск). Выступала за команду СФУ в студенческих соревнованиях по футболу и мини-футболу, была капитаном команды, неоднократно становилась победительницей и признавалась лучшим игроком всероссийских соревнований. В 2018 году стала победительницей IV Европейских студенческих игр в Португалии.